# Cine de Siria
El cine de Siria ha existido desde principios del siglo XX. La primera película siria fue Al Muttaham al Baree (El sospechoso inocente), estrenada en 1928. Desde principios de la década de 1960, la cinematografía siria ha sido dirigida por la Organización Nacional para el Cine, un departamento del Ministerio de Cultura. 
La industria del cine floreció en la década de 1960, a pesar de un cambio significativo hacia los documentales nacionalistas, y ha seguido atrayendo la atención. Prominentes cineastas incluyen a Nazih Shabandar, Rasheed Jalal, y Qays al-Zubeydi.

## Historia
En 1908, la primera película proyectada en Siria se mostró en un café en Aleppo. Ocho años más tarde, la administración  otomana estableció la primera sala de cine, en Damasco. El teatro fue inaugurado por el gobernador otomano, Cemal Bajá; sin embargo, se quemó un mes después. Los franceses asumieron el mandato sobre Siria en ese momento, y muchos teatros fueron construidos posteriormente en Damasco. 
La primera película siria fue Al Muttaham al Baree (El sospechoso inocente), una película muda en blanco y negro lanzada en 1928. Esa película fue escrita, dirigida y producida por Rasheed Jalal, en asociación con Ahmed Tello. El elenco sentó otro precedente al formar la primera productora siria: Hermon Film. En 1934, la segunda película muda en blanco y negro, Tahta Sama' Dimashq (Debajo del cielo de Damasco), fue lanzado, coincidiendo con el musical egipcio de cine sonoro, Unshudat al Fuad (Himno del corazón). La película siria se convirtió en un fracaso comercial, ya que se vio ensombrecida por el éxito de  Unshudat al Fuad . En 1943, Cinema Dimashq con 1.500 butacas, uno de los cines más grandes construidos en el Oriente Medio, abiertos en Damasco.
En 1947, Nazih Shabandar estableció un estudio de producción lleno de equipos que creó, al año siguiente, produjo la primera película sonora sirio, Nur wa Thalam (Luz y oscuridad), escrito por Mohamed Shamel; y, Ali el-Arna'ut. La película también fue importante porque presentaba varias estrellas sirias en ascenso: Rafiq Shukri, Yevett Feghli, y Anwar el Baba.
La producción cinematográfica mejoró durante la década de 1950, pero aún se veía obstaculizada por una distribución mediocre. La década de 1960 vio mejoras significativas con Doreid Lahham y Nuhad al-Qala'i, un dúo de comedias, generando mayores márgenes de ganancia que sus predecesores. Su primera película fue Aqd al-Lulu (Collar de perlas), estrenada en 1965. Aqd al-Lulu fue la primera de una serie estrechamente vinculada de películas de comedia del dúo. Gracias a las amplias ganancias, pudieron producir películas a razón de dos por año.
La década de 1960 también marcó un período de transición para el cine sirio. En 1963, la Organización General de Cine se estableció como un brazo del Ministerio de Cultura para supervisar la producción y distribución de películas sirias. Debido a la muerte de árabes en la Guerra de los Seis Días y la pérdida de Siria de los Altos del Golán, el gobierno otorgó a la Organización General para el Cine un estricto monopolio sobre la producción y distribución de películas. 
En consecuencia, la industria cinematográfica privada casi desapareció a fines de la década de 1960. El gobierno se centró en las películas que promovían los avances sirios en agricultura, salud, y transporte. Se produjeron películas documentales, en gran número para promover la construcción de infraestructura; el impacto de la reforma agrícola; y, la provisión de servicios públicos. En otras palabras, el cine sirio pasó del entretenimiento a la propaganda. El cineasta iraquí Qays al-Zubeydi produjo varias películas que documentan las luchas de los refugiados palestinos. Películas como Bai'dan 'an al-Watan (Lejos de su país) y Shahadat al-Filastinyyin fi Zaman al-Harb (Testimonios de palestinos en tiempos de guerra), estrenados en 1970 y 1972 respectivamente, circulando en todo el mundo árabe influyendo en las masas.
La primera película ficticia producida por la Organización General de Cine fue Sa'eq al-Shahinah (El conductor del camión), dirigida por el cineasta yugoslavo Poçko Fockovic y estrenada en 1967.

## Lista de películas sirias más importantes
1973
- Los Dupes (Tewfik Saleh)
- Wajh Akhar Lil Hub (Muhammad Shahin)

1974
- Al-Mughamara (Muhammad Shahin)
- La vida cotidiana en un pueblo sirio (Omar Amiralay)

1975
- Kafr kasem (Borhane Alaouié)

1981
- Hadithat el-Nosf Metr (El incidente del medio metro) (Samir Zikra)

1983
- Ahlam al-Madina (Mohamed Malas)

1986
- Al-Shams Fi Yawam Gha'em (Muhammad Shahin)
- Waqae‘h al-‘Am al-Muqbel (Crónicas del año que viene) (Samir Zikra)

1987
- Al-Manam (Mohammad Malas)

1992
- Al-Lail (Mohamed Malas)

1993
- Al-Kompars (Nabil Maleh)

1996
- On a Day of Ordinary Violence, My Friend Michel Seurat... (En un día de violencia ordinaria, mi amigo Michel Seurat) (Omar Amiralay)

1997
- There Are So Many Things Still to Say (Todavía hay tantas cosas que decir) (Omar Amiralay)
- A Plate of Sardines (Un Plato de sardines) (Omar Amiralay)

1998
- Nassim al-Roh (Abdellatif Abdelhamid)
- Turab al-Ghuraba’ (Tierra para un extraño) (Samir Zikra)

1999
- A1 (Muhammad Ali Adeeb)

2000
- El Hombre con las Suelas Doradas (Omar Amiralay)

2001
- Qamaran wa Zaytouna (Abdellatif Abdelhamid)
- Ahla Al- Ayam (Muhammad Ali Adeeb)

2002
- The Box of Life (La caja de la vida) (Usama Muhammad)

2003
- Una inundación en el país Baath (Omar Amiralay)[9]

2005
- Bab al-Makam (Mohamed Malas)
- Before Vanishing (Antes de desaparecer) (Joude Gorani)
- Alaqat ‘Aamah (Relaciones públicas) (Samir Zikra)

2008
- Dolls - A Woman from Damascus (Muñecas - Una mujer de Damasco) (Diana El Jeiroudi)
- Hassiba (Raymond Boutros)

2010
- Damascus with Love (Damasco con amor) (Mohamad Abdulaziz)
- Lluvia de septiembre (Abdullatif Abulhamid)
- Albaricoques (Amar Chebib)
- Damascus Roof and Tales of Paradise (Techo de Damasco y Cuentos del Paraíso) (Soudade Kaadan)

2013
- Let us use ink, NOT spill blood! (Joseph Al-Ahmad)
- I The Syrian (Yo el Sirio) (Joseph Al-Ahmad)